# Hamza Yerlikaya
Hamza Yerlikaya (Kadıköy, 6 giugno 1976) è un ex lottatore turco, specializzato nella lotta greco-romana.

## Biografia
La sua famiglia è originaria di Sivas, ma si è trasferita a Istanbul tre mesi prima della nascita di Hamza. Anche suo padre Mustafa Yerlikaya è stato un lottatore, ma non era più attivo quando Hamza è nato. Ha iniziato a lottare all'età di 11 anni, incoraggiato dal padre e ispirato dal fratello maggiore Muttalip Yerlikaya, anch'egli lottatore di successo internazionale.
Ha sposato Ebru Küçük nel 2010 e ha due figli.
Ha rappresentato la Turchia a tre edizioni consecutive dei Giochi olimpici estivi, da Atlanta 1996 a Atene 2004, vincendo due medaglie d'oro. A Sydney 2000 è stato alfiere durante la cerimonia d'apertura dell manifestazione.
Si è ritirato dalla carriera agonistica nel 2007 a causa di gravi fratture al collo. Lo stesso anno è stato eletto deputato della provincia di Sivas per il Partito Giustizia e Sviluppo (AKP). Ha lavorato come consulente presso l'Ufficio del Direttore Generale per la Gioventù e lo Sport, ed è stato anche membro del Comitato Olimpico Nazionale Turco. È stato presidente della Federazione turca di lotta libera fino al 2015.

## Palmarès
- Giochi olimpici

Atlanta 1996: oro negli 82 kg.
Sydney 2000: oro negli 85 kg.
- Mondiali

Stoccolma 1993: oro negli 82 kg.
Praga 1995: oro negli 85 kg.
Breslavia 1997: argento negli 85 kg.
Budapest 2005: oro nei 96 kg.
Canton 2006: bronzo nei 96 kg.
- Coppa del mondo

Teheran 1997: oro negli 85 kg.
Il Cairo 2002: argento nei 96 kg.
Budapest 2006: oro nei 96 kg.
- Europei

Istanbul 1993: argento negli 82 kg.
Budapest 1996: oro negli 82 kg.
Kouvola 1997: oro negli 85 kg.
Minsk 1998: oro negli 85 kg.
Sofia 1999: oro negli 85 kg.
Istanbul 2001: oro negli 85 kg.
Seinäjoki 2002: oro negli 84 kg.
Varna 2005: oro nei 96 kg.
Mosca 2006: oro nei 96 kg.
- Giochi del Mediterraneo

Agde 1993: bronzo negli 82 kg.
Bari 1997: oro negli 85 kg.